# G-Unit Clothing Company
Лінію одягу й аксесуарів G-Unit Clothing Company створили у 2003 р. 50 Cent та Марк Еко, засновник Ecko Unlimited. Після того, як останній покинув компанію, репер продовжив працювати самостійно.

## Історія
Створення G-Unit Clothing Company анонсували 2003 року. Угода вважається унікальною, оскільки Еко працював не над дизайном одягу, а над маркетингом і мерчендайзингом бренду. Марк порівняв її зі «співпрацею Nike та Майкла Джордана над Air Jordan».
50 Cent зберіг право повної власності на лінію разом з можливістю її перезапуску. Навесні 2009 вийшла нова колекція, перша без підтримки дистриб'ютора й партнера Marc Ecko Enterprises.
У липні 2010 під час туру в Бразилії стало відомо причину перезапуску лінії у цій країні — доволі велику кількість фанів.